# 布尼亚拉
布尼亚拉（義大利語：Bugnara），是意大利阿奎拉省的一个市镇。总面积25.8平方公里，人口1083人，人口密度42.0人/平方公里（2009年）。ISTAT代码为066012。